# EuroVelo 10: Baltic Sea Cycle Route
Az EuroVelo 10, vagyis a Baltic Sea Cycle Route (magyarul: Balti-tengeri kerékpár útvonal, vagy Hanza kör) az EuroVelo nemzetközi kerékpárúthálózatának tizedik vonala, amely egy körút a Balti-tenger körül. Mivel az útvonal egy körút, ezért konkrét kiindulópontjai nincsenek.

## Útvonala
|  |  |  |

|  |  |  |

|  |  |  |

|  |  |  |

|  |  |  |

|  |  |  |

|  |  |  |

|  |  |  |

|  |  |  |

|  |  |  |

|  |  |  |

|  |  |  |

|  |  |  |

|  |  |  |

|  |  |  |

|  |  |  |

|  |  |  |

|  |  |  |

|  |  |  |

|  |  |  |

|  |  |  |

|  |  |  |

|  |  |  |

|  |  |  |

|  |  |  |

|  |  |  |

|  |  |  |

|  |  |  |

|  |  |  |

|  |  |  |

|  |  |  |

|  |  |  |

|  |  |  |

|  |  |  |

|  |  |  |

|  |  |  |

|  |  |  |

|  |  |  |

|  |  |  |

|  |  |  |

|  |  |  |

|  |  |  |

|  |  |  |

|  |  |  |

|  |  |  |

|  |  |  |

|  |  |  |

|  |  |  |

|  |  |  |

|  |  |  |

|  |  |  |

|  |  |  |

|  |  |  |

|  |  |  |

|  |  |  |

|  |  |  |

|  |  |  |

|  |  |  |

|  |  |  |

|  |  |  |

|  |  |  |

|  |  |  |

|  |  |  |

|  |  |  |

|  |  |  |

|  |  |  |

|  |  |  |

|  |  |  |

|  |  |  |

|  |  |  |

|  |  |  |

|  |  |  |

 Az útvonaldiagram csak a nagyobb városokat tartalmazza. 
Az útvonal végig a Balti-tenger partjánál halad. Még nincs teljesen kivitelezve, viszont vannak kész szakaszok. A legtöbb rész még kiépítésre vár.

## Érintett országok
- Lengyelország
- Németország
- Dánia
- Svédország
- Finnország
- Oroszország
- Észtország
- Lettország
- Litvánia

### Lengyelország
Lengyelországban az útvonal még kivitelezésre vár. A legnagyobb város, amelyet az EV10 itt érint, az Gdańsk.
- Regionális információ az EuroVelo 10 lengyel szakaszáról

### Németország
A német szakasz az ország méretéhez képest nem olyan hosszú, a lengyelnél rövidebb. Még befejezésre vár. A nagyobb városok közül Lübeck emelhető ki.
- Regionális információ az EuroVelo 10 német szakaszáról

### Dánia

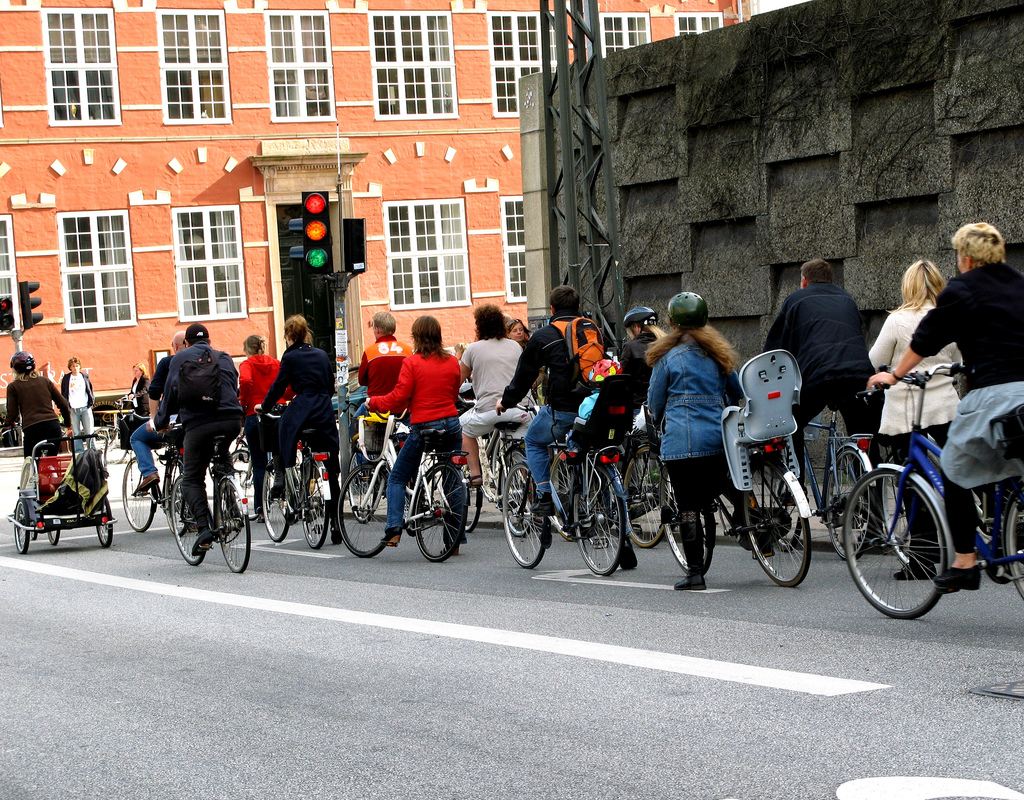
Csúcsforgalom Koppenhágában

A dán szakasz igen rövid, viszont kivitelezett. Az útvonal itt keresztülhalad az ország fővárosán, Koppenhágán, amelyet a világ kerékpáros fővárosának is neveznek.
- Regionális információ az EuroVelo 10 dán szakaszáról

### Svédország
A svéd szakasz egyértelműen a leghosszabb a Baltic Sea Cycle Route-on, viszont még nincs kiépítve. A fővároson, Stockholmon, és Luleå városán is keresztülhalad az útvonal.

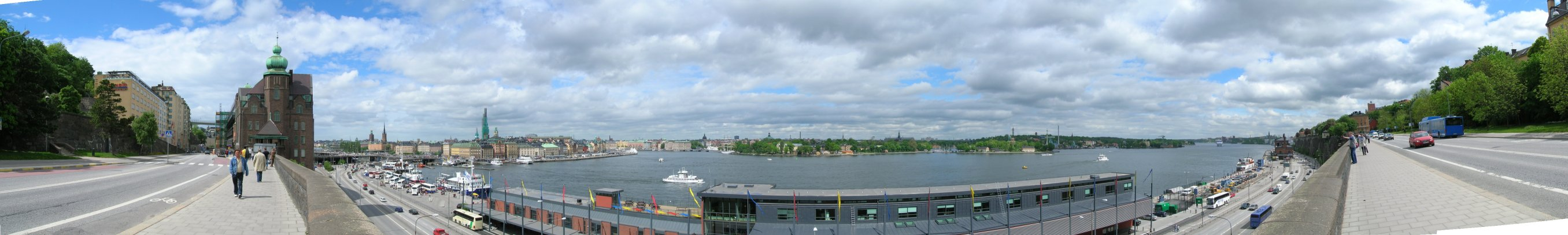
Panorámakép Stockholmból

- Regionális információ az EuroVelo 10 svéd szakaszáról

### Finnország
Finnországban van a leghosszabb elkészült szakasza a Hanza körnek. Fontosabb városok: Oulu, Turku, és a főváros, Helsinki.
- Regionális információ az EuroVelo 10 finn szakaszáról

### Oroszország

A Vérző Megváltó temploma Szentpétervárott

Oroszországba kétszer is ellátogat a Balti-tengeri kerékpár útvonal, azonban mindkétszer csak aránylag rövidebb időre. Először a Finnország és Észtország közötti szakaszon, ahol a kerékpárútnak még egy-egy tervezett, és kivitelezésre váró szakasza van. Ennek a szakasznak a legfőbb városa Szentpétervár lesz. Másodszorra pedig a Kalinyingrádi területen, ahol az útvonal még nem teljes. A legfontosabb település erre Kalinyingrád.
- Regionális információ az EuroVelo 10 orosz szakaszáról

### Észtország
Az észt szakasz már kész, legfőbb települése a főváros, Tallinn.
- Regionális információ az EuroVelo 10 észt szakaszáról

### Lettország
Riga, egy újabb főváros a következő fontos település a lett szakaszon, amely még kivitelezésre vár.
- Regionális információ az EuroVelo 10 lett szakaszáról

### Litvánia
A litván szakasz már kiépített, jelentősebb városa Klaipėda, egy kikötőváros.
- Regionális információ az EuroVelo 10 litván szakaszáról

## Hasznos linkek
- Az EuroVelo 10 útvonala Archiválva 2016. április 9-i dátummal a Wayback Machine-ben
- Az EuroVelo 10 térképe